# Monumento funebre di Giovanni Battista Sommariva
Il monumento funebre di Giovanni Battista Sommariva è un'opera realizzata fra il 1827 e il 1829 dallo scultore Pompeo Marchesi per accogliervi le spoglie del conte Giovanni Battista Sommariva, morto a Milano nel 1826 e che aveva ricoperto la carica di presidente del governo provvisorio della Repubblica Cisalpina napoleonica. Si trova nell'oratorio Sommariva, antica pertinenza di Villa Sommariva (oggi Villa Carlotta), a Tremezzo.

## Ubicazione
Il monumento si trova all'interno dell'oratorio Sommariva, all'epoca cappella intitolata a San Francesco Saverio e annessa alla villa settecentesca, acquistata dal conte nel 1801 dalla famiglia dei Clerici.
Alla morte del conte nel 1826 la villa passò al figlio Luigi; nel 1843, alla morte di Luigi, anch'egli qui sepolto, la moglie Emilia Selliére cedette l'intera proprietà a Marianna di Orange-Nassau con eccezione della cappella che da quella data ebbe vicende artistiche indipendenti da quelle del resto della proprietà. Nel 1850 l'oratorio fu benedetto dal sacerdote di Tremezzo e ne fu mutata dedicazione alla Madonna Addolorata.

## Descrizione
Il monumento fu commissionato dallo stesso Sommariva al Marchesi che lo concepì in stile neoclassico, in voga in quei tempi, e si trova addossato alla parete di destra dell'oratorio. È composto di una lastra rettangolare all'interno della quale si trova un altorilievo in marmo bianco rappresentante quattro figure in vesti romane classiche: a sinistra il dio del Sonno coronato di papaveri, simbolo del riposo tranquillo, conduce il defunto verso l'eterna quiete. Segue, a destra, la figura del Sommariva che, mano nella mano e braccio sotto braccio con il Sonno, si avvia verso i luoghi della morte con placida letizia voltandosi verso il figlio Luigi a cui ha consegnato un rotolo di fogli contenenti le sue ultime volontà; al figlio raccomanda di avere in cura le Arti, gioia della vita mortale del padre. A destra la figura del figlio Luigi che rassicura il padre che il suo desiderio verrà adempiuto e gli indica la Scultura, ultima figura a destra, che raccoglie lo scalpello fatto cadere alla notizia della morte del Sommariva, suo protettore. 
Sotto alle quattro figure, nella cornice della composizione, il genio della Morte spegne con il soffio la lampada della vita del defunto e con una mano chiude un'urna, in segno di protezione verso la sua famiglia. Al di sotto, sul basamento, un grande festone allegorico è dello scultore Leone Buzzi di Viggiù.
Sotto al festone è scolpita un'epigrafe elogiativa articolata in sei righe che descrive i meriti del defunto e ne esalta il ruolo di raffinato mecenate.
Prima di essere collocato nell'oratorio di Villa Carlotta il monumento rimase esposto presso l'Accademia di Brera, di cui Marchesi era professore di scultura, per l'annuale distribuzione dei premi che si tenne il 19 settembre 1829.
 Un bozzetto in gesso del monumento, visibilmente differente da quanto poi realizzato, è custodito presso la Galleria d'Arte Moderna di Milano che lo acquisì nel 1861 attraverso il legato Marchesi-Fogliani.